# Смешанная команда на Олимпийских играх
Результаты спортсменов из разных стран, выступивших совместно в парных или командных соревнованиях на Олимпийских играх, приписываются смешанной команде. На первых трёх летних Играх не было запрета на подобные объединения, и Международный олимпийский комитет сгруппировал их результаты вместе. Сейчас, во всех соревнованиях, где участвуют пары или команды, спортсмены должны принадлежать одной стране, и поэтому подобная практика прекращена.
До 2024 года Международный олимпийский комитет (МОК) считал все команды, в которых спортсмены из разных стран соревновались на ранних современных Олимпийских играх, смешанными командами и использовал код МОК ZZX для обозначения таких команд. Всего на первых трёх летних Олимпийских играх с 1896 по 1904 год смешанным командам было вручено 25 медалей, а на зимних Олимпийских играх 1924 года была вручена одна медаль.
В 2024 году МОК изменил определение таких смешанных команд. Он перераспределил медали, завоеванные командой, которая представляла клуб определенной страны на Олимпиаде, в соответствующую страну, даже если в состав команды входили иностранные спортсмены. Только медали, завоеванные теми командами, в которых спортсмены из разных стран участвовали вместе только на протяжении Олимпиады и не принадлежали к одному клубу какой-либо страны, в настоящее время обозначаются как смешанные команды. МОК использует новый код МОК XXB для обозначения смешанных команд в соответствии с новыми критериями. Согласно пересмотренному определению, в общей сложности десять медалей указаны как завоеванные смешанными командами.[2][3]

## Медальный зачёт

### По Олимпийским играм
| Игры           | Золото | Серебро | Бронза | Всего | Место |
| -------------- | ------ | ------- | ------ | ----- | ----- |
| 1896 Афины     | 1      | 0       | 1      | 2     | 11    |
| 1900 Париж     | 1      | 2       | 3      | 6     | 10    |
| 1904 Сент-Луис | 1      | 0       | 0      | 1     | 11    |
| 1924 Шамони    | 1      | 0       | 0      | 1     | 8     |
| Итого          | 4      | 2       | 4      | 10    |       |

### По видам спорта
| Вид спорта           | Золото | Серебро | Бронза | Всего |
| -------------------- | ------ | ------- | ------ | ----- |
| Теннис               | 1      | 2       | 3      | 6     |
| Перетягивание каната | 1      | 0       | 0      | 1     |
| Альпинизм            | 1      | 0       | 0      | 1     |
| Поло                 | 0      | 0       | 1      | 1     |
| Фехтование           | 1      | 0       | 0      | 1     |
| Всего                | 4      | 2       | 4      | 10    |

### По странам
| Страна                         | Зотолото | Серебро | Бронза | Всего |
| Куба · США                     | 1        | 0       | 0      | 1     |
| Дания · Швеция                 | 1        | 0       | 0      | 1     |
| Германия · Великобритания      | 1        | 0       | 0      | 1     |
| Великобритания · Индия · Непал | 1        | 0       | 0      | 1     |
| Франция · Великобритания       | 0        | 1       | 0      | 1     |
| Франция · США                  | 0        | 1       | 0      | 1     |
| Австралия · Великобритания     | 0        | 0       | 1      | 1     |
| Богемия · Великобритания       | 0        | 0       | 1      | 1     |
| Великобритания · США           | 0        | 0       | 1      | 1     |
| Мексика · США                  | 0        | 0       | 1      | 1     |
| Total                          | 4        | 2       | 4      | 10    |